# Жарколь (озеро, Северо-Казахстанская область)
Жарколь (каз. Жаркөл) — озеро в Жамбылском районе Северо-Казахстанской области Казахстана. Находится в 5 км к юго-западу от села Кара-Камыс и в 2 км к юго-востоку от села Бауманское.
По данным топографической съёмки 1944 года, площадь поверхности озера составляет 1,73 км². Наибольшая длина озера — 2,2 км, наибольшая ширина — 1,4 км. Длина береговой линии составляет 5,9 км, развитие береговой линии — 1,25. Озеро расположено на высоте 158 м над уровнем моря.